# بمباران ورشو در جنگ جهانی دوم
بمباران ورشو در جنگ جهانی دوم به بمباران شهر ورشو توسط نیروی هوایی آلمان در جریان محاصره این شهر در سال ۱۹۳۹ میلادی و همچنین در زمان قیام ورشو در سال ۱۹۴۴ میلادی اشاره دارد. در جریان جنگ جهانی دوم ۸۴ درصد شهر ورشو در اثر بمباران نیروی هوایی و توپخانه و عملیات نیروهای نازی تخریب گشت.

## محاصره ورشو
در آغاز تهاجم به لهستان در ۱ سپتامبر ۱۹۳۹ نیروی هوایی آلمان اولین عملیات بمباران بر روی شهر ورشو را آغاز کرد. این عملیات به دلیل ابرهایی که در ارتفاع کم شهر را دربر گرفته بودند و همچنین مقاومت جنگنده‌های پی‌ال‌زد پی-۱۱ لهستانی موفقیت اندکی را به دست آورد. در این روز ۱۶ فروند هواگرد آلمانی در برابر ۱۰ هواگرد لهستانی از دست رفتند. در روزهای بعدی تلفات شدید نیروی هوایی لهستان آسمان را به روی هواپیماهای آلمانی باز کرد و دفاع هوایی شهر دیگر تنها به عهده سامانه‌های ضدهوایی بود.
در روز ۸ سپتامبر و با نزدیک شدن نیروهای آلمانی به شهر ورشو، ۱۴۰ هواپیمای اشتوکا اقدام به بمباران نواحی غربی رود ویستولا کردند و در همان زمان مواضع ارتش لهستان در شرق رودخانه زیر بمباران شدید قرار گرفت و در ۱۳ سپتامبر بمباران‌ها آتش‌سوزی شدیدی را در شهر برافروخت.
عظیم‌ترین بمباران شهر در ساعت ۸ صبح روز ۲۵ سپتامبر به فرماندهی ولفرام فون ریشتهوفن آغاز گشت. این عملیات که در میان لهستانی‌ها به جمعه سیاه معروف است، بزرگترین بمباران هوایی دیده شده تا آن زمان بود که طی آن ۵۶۰ تن بمب شدید الانفجار و ۷۶ تن بمب آتشزا در ۱۱۵۰ سورتی پروازی توسط طیفی وسیعی از هواگردهای آلمانی بر رپی شهر ریخته شد. به صورت همزمان نیز توپخانه ارتش آلمان شهر را زیر آتش خود گرفت. این عملیات آسیب شدیدی را به شهر رساند و در طول آن تنها دو فروند یونکرس یو ۵۲ از دست رفتند. در این بمباران به علت دود و گرد و غبار بلند شده دقت عملیات به شدت کاهش یافت و به همین علت قسمتی از بمب‌ها بر روی مواضع نیروهای آلمانی که در شمال غربی شهر قرار داشتند فرو ریخت. بمباران این روز یکی از نمونه‌های بمباران وحشت در شروع جنگ بود که هدفش شکستن روحیه لهستانی‌ها و تسلیم ایشان بود، هر چند که بر اساس قوانین جنگ در سال ۱۹۳۹ ورشو یک هدف نظامی محسوب می‌شد و بمباران آلمانی‌ها یک عمل نظامی مشروع بود.
یک روز پس از بمباران در ۲۶ سپتامبر سه دژ کلیدی شهر به دست نیروهای آلمانی افتاد و پادگان ورشو تسلیم گشت و در روز ۲۷ سپتامبر نیروهای آلمانی وارد شهر شدند. تخمین زده می‌شود در این مدت ۲۰۰۰۰ تا ۲۵۰۰۰ غیرنظامی در شهر کشته شدند و به چهل درصد ساختمان‌های شهر آسیب رسید و ده درصد به صورت کامل تخریب گشتند. قسمتی از این تخریب در اثر بمباران و باقی آن در اثر آتش توپخانه و نبرد بین نیروهای مدافع شهر و واحدهای زرهی آلمان به وجود آمد.

## نگارخانه

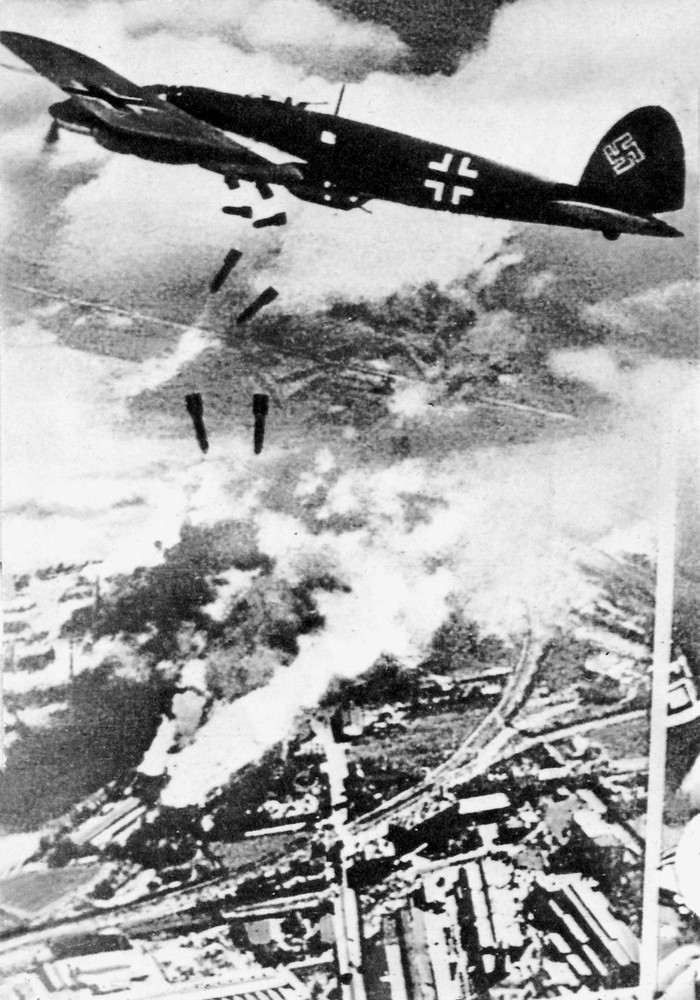
بمب افکن‌های آلمانی در حال بمباران ورشو
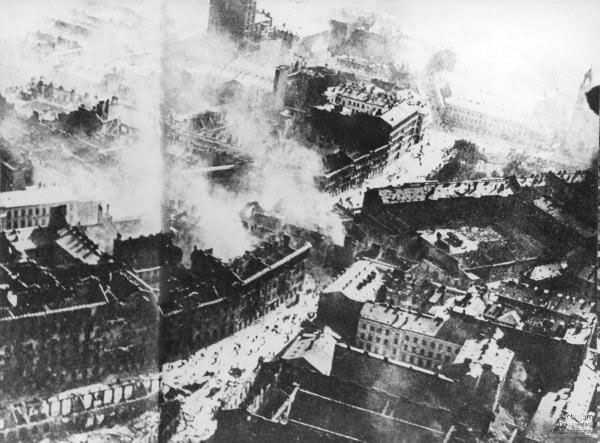
تصویری از ورشو پس از بمباران
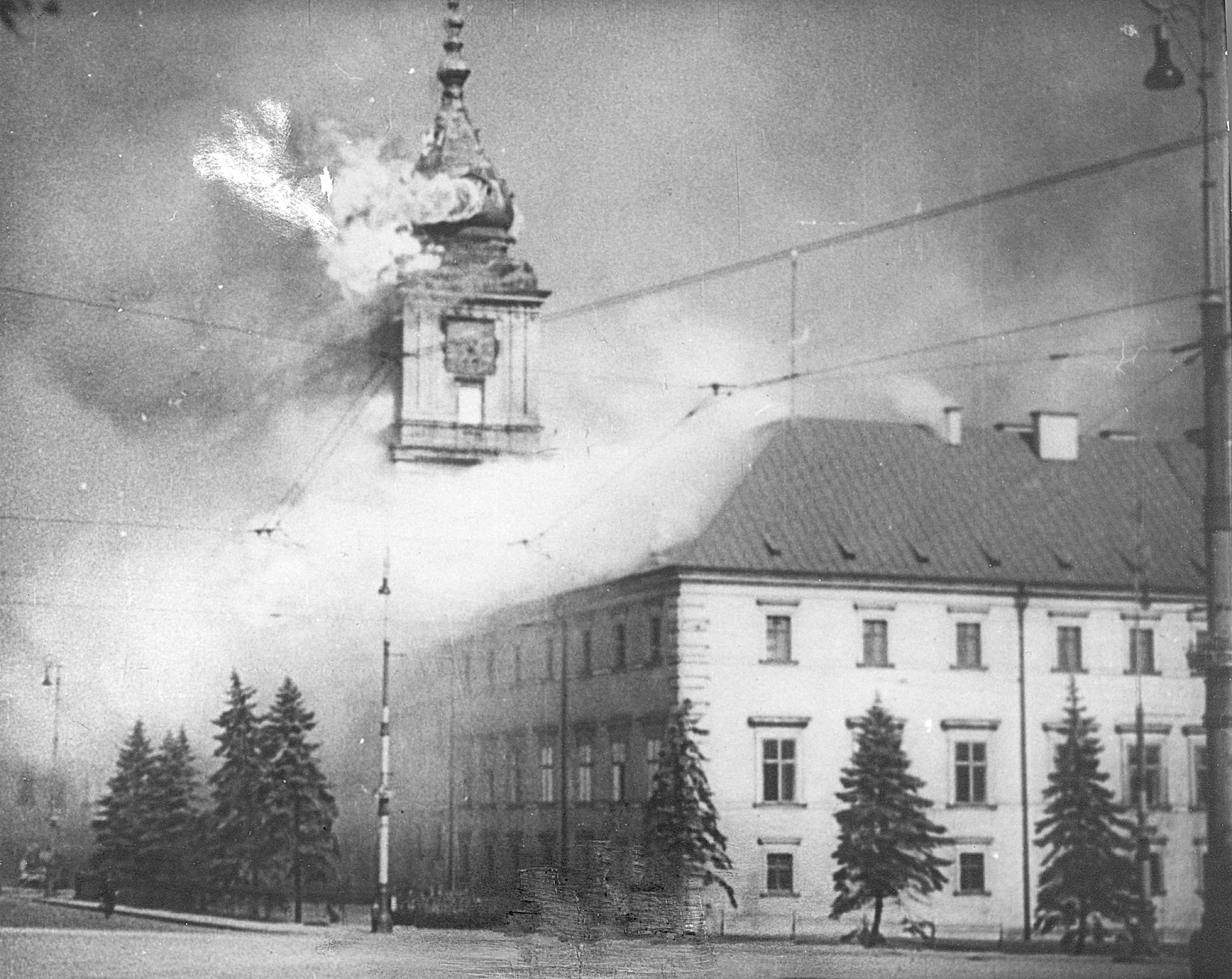
کاخ سلطنتی ورشو پس از بمباران
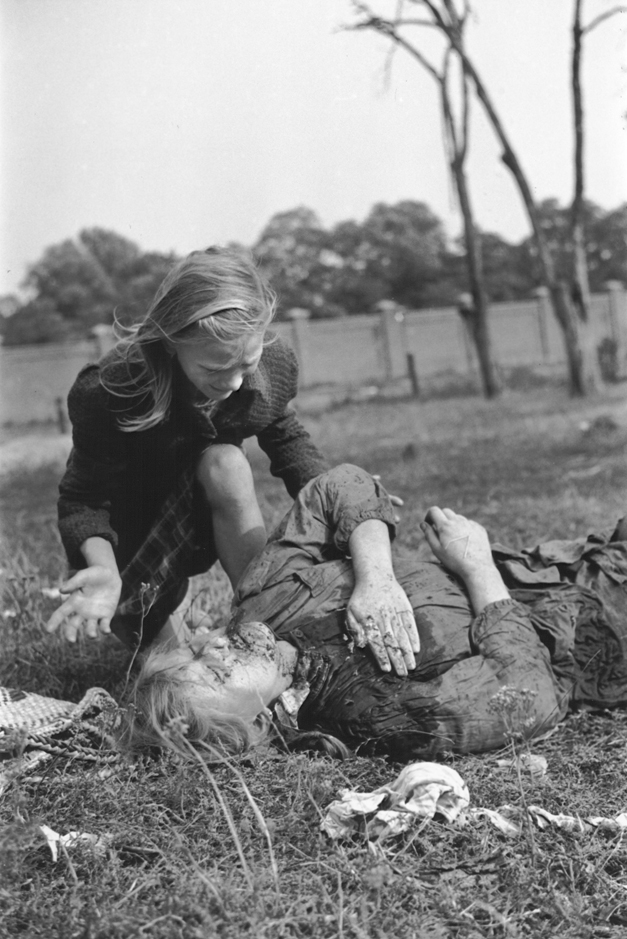
دختر لهستانی در کنار جسد خواهر ۱۴ ساله‌اش که در اثر بمباران کشته شده‌است
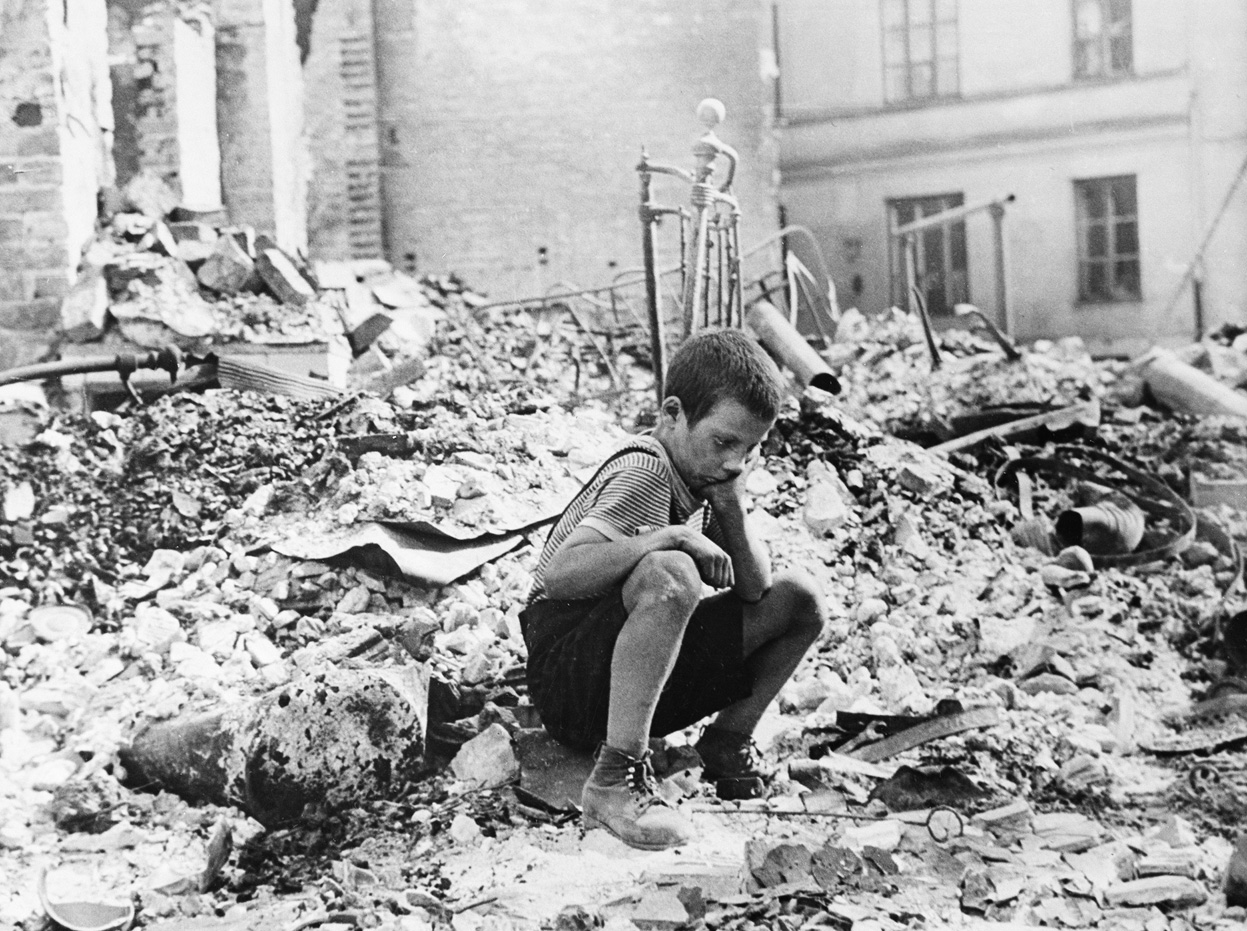
یک بازمانده از بمباران ورشو
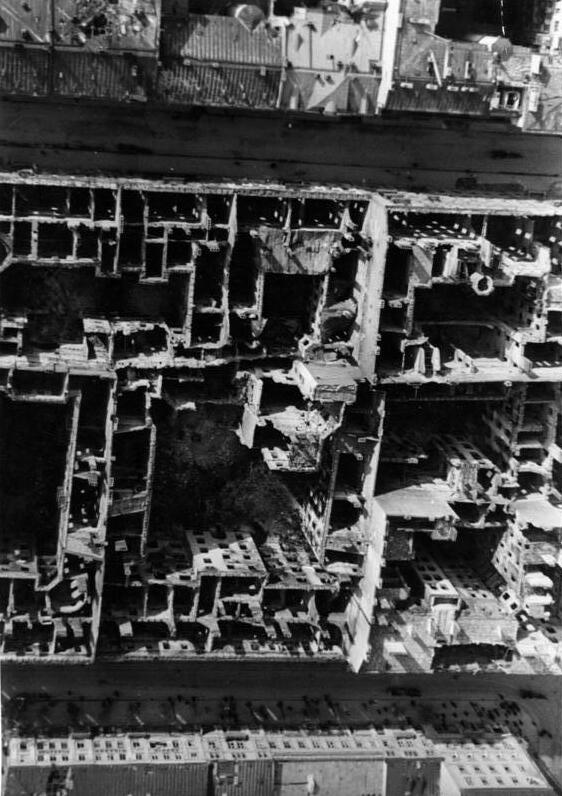
تصویری از یک بلوک شهری تخریب شده در اثر بمباران